# Diplazium velutinum
Diplazium velutinum är en majbräkenväxtart som beskrevs av Richard Eric Holttum.
Diplazium velutinum ingår i släktet Diplazium och familjen Athyriaceae. Inga underarter finns listade i Catalogue of Life.